# Jean Passy
Jean Passy (* 12. August 1866; † 19. April 1898) war ein französischer Bibliothekar, Archivar, Romanist und Dialektologe.

## Leben und Werk
Jean Passy war der jüngere Bruder des Romanisten Paul Passy. Er studierte in Paris an der École des Chartes und an der Ecole pratique des hautes études und promovierte 1892 mit der Arbeit L’origine des Ossalois (hrsg. von Paul Passy, Paris 1904). Passy arbeitete als Bibliothekar in Toulon (1891) und an der Handelskammer in Paris (1893), sowie als Archivar des Départements Basses-Pyrénées (heute Département Pyrénées-Atlantiques). 1895 schied er krankheitshalber aus.

## Weitere Werke
- Comment nous unir? De la Nécessité pour les chrétiens de s’unir afin d’économiser leurs forces morales et matérielles en vue d’une action plus efficace. Rapport présenté aux Conférences nationales des Unions de France de 1895, Paris 1895
- (mit Adolf Rambeau) Chrestomathie française, morceaux choisis de prose et de poésie, avec prononciation figurée à l’usage des étrangers, Paris 1897, 5. Auflage, hrsg. von Paul Passy,  Paris/Leipzig 1926 (englisch: A French reader. Based upon Passy-Rambeau’s Chrestomathie française. Arranged, with notes and vocabulary, New York 1905)